# Upper Atmosphere Research Satellite
Upper Atmosphere Research Satellite (UARS) var en observationssatellit i omloppsbana runt jorden med syfte att studera jordens atmosfär, i synnerhet det skyddande ozonlagret. UARS hade en omloppsbana på 600 kilometers höjd med en banlutning på 57 grader.
Den 5 900 kilogram tunga satelliten sköts upp 1991 med Discovery under STS-48-uppdraget. Det ursprungliga uppdraget var planerat att pågå i tre år, men förlängdes flera gånger. När uppdraget slutligen avslutades i juni 2005 fungerade fortfarande sex av tio instrument. Den 26 oktober 2010 genomförde den Internationella rymdstationen (ISS) en undanmanöver för att undvika kollision med satelliten.
Satelliten återinträdde i jordens atmosfär den 24 september 2011. Händelsen omgavs av påtaglig mediabevakning, till stor del på grund av Nasas förutsägelse att större satellitdelar kunde nå marken och utgöra fara i bebodda områden. Satelliten slog emellertid ner i avlägsna delar av Stilla havet.

## Uppdragets avslutande och satellitens nedslag

### Sänkning av omloppsbanan
UARS togs ur bruk 2005 med en slutgiltig styrraketavfyrning för att sänka omloppsbanan, följt av en passivation av satellitsystemen som utfördes i början av december samma år.

### Återinträdet i jordens atmosfär
Den 7 september 2011 tillkännagav Nasa att ett okontrollerat återinträde i atmosfären av UARS var nära förestående och att det utgjorde en mindre risk för allmänheten. Den 15 september 2011 var UARS i omlopp mellan 265 och 235 kilometer över jordytan. Återinträdet beräknades inträffa den 23 september 2011. Nasa varnade för att vissa skrotdelar kunde ta sig igenom atmosfären ända ner till marknivå.
Klockan 07.46 (UTC) den 24 september 2011 tillkännagav Nasa på UARS webbplats att Joint Space Operations Center vid militärflygplatsen i Vandenberg i Kalifornien sagt att satelliten inträtt i atmosfären över Stilla havet. I början framkom inga exakta uppgifter om klockslag och plats. Nicholas Johnson vid Nasas Johnson Space Center menade att de inte visste var nedslagsplatsen fanns och kanske aldrig kommer att få veta det. Joint Space Operations Center meddelade dock senare att återinträdet skedde klockan 04.00 (UTC) den 24 september över 14°6′0″S 170°6′0″V / 14.10000°S 170.10000°V, strax utanför Amerikanska Samoa. Enligt Nasa skulle delar av satelliten slagit ner mellan 480 och 1 300 kilometer nordost om positionen för atmosfärinträdet.

### Fotnoter
1. ↑  ”NASA Space Science Data Coordinated Archive” (på engelska). NASA. https://nssdc.gsfc.nasa.gov/nmc/spacecraft/display.action?id=2015-007A. Läst 28 mars 2020.
2. ↑  W. Henry Lambright (2005). NASA and the Environment: The Case of Ozone Depletion, ”The UARS controversy” s. 43f.
3. ↑  ”Orbital Debris Quarterly News”. NASA. Arkiverad från originalet den 20 oktober 2011. https://web.archive.org/web/20111020092342/http://orbitaldebris.jsc.nasa.gov/newsletter/pdfs/ODQNv15i3.pdf. Läst 10 september 2011.
4. 1 2  ”Final Update: NASA's UARS Re-enters Earth's Atmosphere”. Arkiverad från originalet den 25 februari 2018. https://web.archive.org/web/20180225204106/https://www.nasa.gov/mission_pages/uars/index.html. Läst 27 september 2011.
5. ↑  David, Leonard (7 september 2011). ”Huge Defunct Satellite to Plunge to Earth Soon, NASA Says”. Space.com. http://www.space.com/12859-nasa-satellite-falling-space-debris-uars.html. Läst 10 september 2011.
6. ↑  Tariq Malik (16 september 2011). ”Huge Defunct Satellite Falling to Earth Faster Than Expected, NASA Says”. Space.com. http://www.space.com/12982-dead-nasa-satellite-falling-earth-sept-24.html. Läst 17 september 2011.
7. ↑  ”Orbital Debris  ORSAT”. NASA. http://orbitaldebris.jsc.nasa.gov/reentry/orsat.html. Läst 17 september 2011.
8. ↑  Joel Achenbach (September 24(updated)). ”NASA: Satellite debris has hit Earth”. http://www.washingtonpost.com/national/health-science/nasa-satellite-debris-might-hit-us/2011/09/23/gIQA5VmiqK_story.html?hpid=z2&wpisrc=al_national. Läst 24 september 2011.
9. ↑  ”Center for orbital and re-entry debris studies”. The Aerospace Corporation. Arkiverad från originalet den 24 september 2011. https://web.archive.org/web/20110924050046/http://reentrynews.aero.org/1991063b.html. Läst 24 september 2011.
10. ↑  ”UARS: When and Where Did It Go Down?”. ADRIAN WEST. Universe today. http://www.universetoday.com/89185/uars-when-and-where-did-it-go-down/#more-89185. Läst 25 september 2011.  ”We don’t know where the debris field might be... We may never know.”